# Lunnarp
Lunnarp è un'area urbana della Svezia situata nel comune di Tomelilla, contea di Scania.
La popolazione rilevata nel censimento 2010 era di 339 abitanti .